# Чемпіонат Європи з легкої атлетики 1962
Чемпіонат Європи з легкої атлетики 1962 відбувся 12-16 вересня в Белграді на стадіоні Югославської народної армії.

## Призери

### Чоловіки
| Дисципліни                | Золото                                                            | Золото         | Срібло                                                                  | Срібло      | Бронза                                                                 | Бронза      |
| ------------------------- | ----------------------------------------------------------------- | -------------- | ----------------------------------------------------------------------- | ----------- | ---------------------------------------------------------------------- | ----------- |
| 100 метрів                | Клод Пікемаль Франція                                             | 10,4           | Жослен Делекур Франція                                                  | 10,4        | Петер Гампер ФРН                                                       | 10,4        |
| 200 метрів                | Уве Йонссон Швеція                                                | 20,7 CR        | Мар'ян Фойк Польща                                                      | 20,8        | Серджіо Оттоліна Італія                                                | 20,8        |
| 400 метрів                | Роббі Брайтвелл Велика Британія                                   | 45,9 CR        | Манфред Кіндер ФРН                                                      | 46,1        | Йоахім Реске ФРН                                                       | 46,4        |
| 800 метрів                | Манфред Матушевський НДР                                          | 1.50,5         | Валерій Булишев СРСР                                                    | 1.51,2      | Пауль Шмідт ФРН                                                        | 1.51,2      |
| 1500 метрів               | Мішель Жазі Франція                                               | 3.40,9 CR      | Вітольд Баран Польща                                                    | 3.42,1      | Томаш Салінгер Чехословаччина                                          | 3.42,2      |
| 5000 метрів               | Брюс Талло Велика Британія                                        | 14.00,6        | Казімеж Зімний Польща                                                   | 14.01,8     | Петро Болотников СРСР                                                  | 14.02,6     |
| 10000 метрів              | Петро Болотников СРСР                                             | 28.54,0 CR     | Фрідріх Янке НДР                                                        | 29.01,6     | Рой Фаулер Велика Британія                                             | 29.02,0     |
| 110 метрів з бар'єрами    | Анатолій Михайлов СРСР                                            | 13,8           | Джованні Корнак'я Італія                                                | 14,0        | Микола Березуцький СРСР                                                | 14,2        |
| 400 метрів з бар'єрами    | Сальваторе Морале Італія                                          | 49,2 WR        | Йорг Нойманн ФРН                                                        | 50,3        | Гельмут Янц ФРН                                                        | 50,5        |
| 3000 метрів з перешкодами | Гастон Рулантс Бельгія                                            | 8.32,6 CR      | Золтан Вамош Румунія                                                    | 8.37,6      | Микола Соколов СРСР                                                    | 8.40,6      |
| 4×100 метрів              | ФРН Клаус Улонська Пітер Гампер Ганс-Йоахім Бендер Манфред Гермар | 39,5 CR        | Польща Єжі Юсковяк Анджей Зелінський Збігнев Сика Мар'ян Фойк           | 39,5        | Велика Британія Альф Мікін Рон Джонс Бервін Джонс Девід Джонс          | 39,8        |
| 4×400 метрів              | ФРН Вілфрід Кіндерманн Йоганнес Шмітт Йоахім Реске Манфред Кіндер | 3.05,8 CR      | Велика Британія Баррі Джексон Кен Вілкок Едріен Меткалф Роббі Брайтвелл | 3.05,9      | Швейцарія Бруно Галлікер Жан-Луї Десклу Маріус Тайлер Ганс-Рюді Брудер | 3.07,0      |
|                           |                                                                   |                |                                                                         |             |                                                                        |             |
| Марафон                   | Браян Кілбі Велика Британія                                       | 2:23.18,8      | Аурел Вандендрісше Бельгія                                              | 2:24.02,0   | Віктор Байков СРСР                                                     | 2:24.19,8   |
| Ходьба 20 кілометрів      | Кен Метьюз Велика Британія                                        | 1:35.54,8      | Ганс-Георг Райманн НДР                                                  | 1:36.14,2   | Володимир Голубничий СРСР                                              | 1:36.37,6   |
| Ходьба 50 кілометрів      | Абдон Памич Італія                                                | 4:19.46,6      | Григорій Панічкін СРСР                                                  | 4:24.35,6   | Дон Томпсон Велика Британія                                            | 4:29.00,2   |
|                           |                                                                   |                |                                                                         |             |                                                                        |             |
| Стрибки у висоту          | Валерій Брумель СРСР                                              | 2,21 CR        | Стіг Петтерссон Швеція                                                  | 2,13        | Роберт Шавлакадзе СРСР                                                 | 2,09        |
| Стрибки з жердиною        | Пентті Нікула Фінляндія                                           | 4,80 CR        | Рудольф Томашек Чехословаччина                                          | 4,60        | Кауко Нюстрем Фінляндія                                                | 4,60        |
| Стрибки у довжину         | Ігор Тер-Ованесян СРСР                                            | 8,19w          | Райнер Стеніус Фінляндія                                                | 7,85        | Пентті Ескола Фінляндія                                                | 7,85        |
| Потрійний стрибок         | Юзеф Шмідт Польща                                                 | 16,55 CR       | Володимир Горяєв СРСР                                                   | 16,39       | Олег Федосеєв СРСР                                                     | 16,24       |
| Штовхання ядра            | Вар'ю Вільмош Угорщина                                            | 19,02 CR       | Віктор Ліпсніс СРСР                                                     | 18,38       | Альфред Сосгурник Польща                                               | 18,26       |
| Метання диска             | Володимир Трусеньов СРСР                                          | 57,11 CR       | Кес Кох Нідерланди                                                      | 55,96       | Лотар Мільде НДР                                                       | 55,47       |
| Метання молота            | Дьюла Живоцький Угорщина                                          | 69,64 CR       | Олексій Балтовський СРСР                                                | 66,93       | Юрій Бакарінов СРСР                                                    | 66,57       |
| Метання списа             | Яніс Лусіс СРСР                                                   | 82,04 CR       | Віктор Цибуленко СРСР                                                   | 77,92       | Владислав Никицюк Польща                                               | 77,66       |
|                           |                                                                   |                |                                                                         |             |                                                                        |             |
| Десятиборство             | Василь Кузнецов СРСР                                              | 8026 CR (7653) | Вернер фон Мольтке ФРН                                                  | 8022 (7637) | Манфред Бок ФРН                                                        | 7835 (7562) |

### Жінки
| Дисципліни            | Золото                                                                 | Золото         | Срібло                                                 | Срібло      | Бронза                                                        | Бронза      |
| --------------------- | ---------------------------------------------------------------------- | -------------- | ------------------------------------------------------ | ----------- | ------------------------------------------------------------- | ----------- |
| 100 метрів            | Дороті Гайман Велика Британія                                          | 11,3w          | Ютта Гайне ФРН                                         | 11,3w       | Тереса Цєпли Польща                                           | 11,4w       |
| 200 метрів            | Ютта Гайне ФРН                                                         | 23,5 CR        | Дороті Гайман Велика Британія                          | 23,7        | Барбара Соботта Польща                                        | 23,9        |
| 400 метрів            | Марія Іткіна СРСР                                                      | 53,4 CR        | Джой Грівесон Велика Британія                          | 53,9        | Тіллі ван дер Цвард Нідерланди                                | 54,4        |
| 800 метрів            | Герда Кран Нідерланди                                                  | 2.02,8 CR      | Вальтрауд Кауфманн НДР                                 | 2.05,0      | Казі Ольга Угорщина                                           | 2.05,0      |
| 80 метрів з бар'єрами | Тереса Цєпли Польща                                                    | 10,6 CR        | Карін Бальцер НДР                                      | 10,6 CR     | Марія Пйонтковська ПольщаЕріка Фіш ФРН                        | 11,0        |
| 4×100 метрів          | Польща Тереса Цєпли Барбара Соботта Ельжбета Широка Марія Пйонтковська | 44,5 CR        | ФРН Еріка Фіш Марта Пенсбергер Марен Коллін Ютта Гайне | 44,6        | Велика Британія Енн Пакер Дороті Гайман Дафне Арден Мері Ренд | 44,9        |
|                       |                                                                        |                |                                                        |             |                                                               |             |
| Стрибки у висоту      | Йоланда Балаш Румунія                                                  | 1,83 CR        | Ольга Гере Югославія                                   | 1,76        | Лінда Ноулс Велика Британія                                   | 1,73        |
| Стрибки у довжину     | Тетяна Щелканова СРСР                                                  | 6,36 CR        | Ельжбета Кшесинська Польща                             | 6,22        | Мері Ренд Велика Британія                                     | 6,22        |
| Штовхання ядра        | Тамара Пресс СРСР                                                      | 18,55 CR       | Ренате Гаріш НДР                                       | 17,17       | Галина Зибіна СРСР                                            | 16,95       |
| Метання диска         | Тамара Пресс СРСР                                                      | 56,91 CR       | Доріс Мюллер НДР                                       | 53,60       | Концек Йолан Угорщина                                         | 52,62       |
| Метання списа         | Ельвіра Озоліна СРСР                                                   | 54,93          | Марія Дьяконеску Румунія                               | 52,10       | Алевтина Шаститько СРСР                                       | 51,80       |
|                       |                                                                        |                |                                                        |             |                                                               |             |
| П'ятиборство          | Галина Бистрова СРСР                                                   | 4833 CR (4324) | Деніз Генар Франція                                    | 4735 (4015) | Гельга Гоффманн ФРН                                           | 4676 (3961) |

## Медальний залік
| Місце                | Країна               | Золото | Срібло | Бронза | Загалом |
| -------------------- | -------------------- | ------ | ------ | ------ | ------- |
| 1                    | СРСР                 | 13     | 6      | 11     | 30      |
| 2                    | Велика Британія      | 5      | 3      | 5      | 13      |
| 3                    | ФРН                  | 3      | 5      | 6      | 14      |
| 4                    | Польща               | 3      | 5      | 5      | 13      |
| 5                    | Франція              | 2      | 2      | 0      | 4       |
| 6                    | Італія               | 2      | 1      | 1      | 4       |
| 7                    | Угорщина             | 2      | 0      | 2      | 4       |
| 8                    | НДР                  | 1      | 6      | 1      | 8       |
| 9                    | Румунія              | 1      | 2      | 0      | 3       |
| 10                   | Фінляндія            | 1      | 1      | 2      | 4       |
| 11                   | Нідерланди           | 1      | 1      | 1      | 3       |
| 12                   | Бельгія              | 1      | 1      | 0      | 2       |
| 12                   | Швеція               | 1      | 1      | 0      | 2       |
| 14                   | Чехословаччина       | 0      | 1      | 1      | 2       |
| 15                   | Югославія            | 0      | 1      | 0      | 1       |
| 16                   | Швейцарія            | 0      | 0      | 1      | 1       |
| Загалом (16 збірних) | Загалом (16 збірних) | 36     | 36     | 36     | 108     |